# Karlskrona stad
Karlskrona stad var en stad och kommun i Blekinge län. 

## Administrativ historik
Den 20 augusti (10 augusti enligt gamla stilen) 1680 erhöll Karlskrona sina stadsprivilegier av Karl XI.
Staden blev en egen kommun, enligt Förordning om kommunalstyrelse i stad (SFS 1862:14) från och med den 1 januari 1863, då Sveriges kommunsystem infördes.
Stadens territorium ändrades flera gånger (årtal avser den 1 januari det året om inget annat anges):
- 1904 - Enligt beslut den 5 september 1902 överfördes till Karlskrona stad från Tjurkö landskommun ön Kungsholmen i kyrkligt, kommunalt, administrativt och judiciellt hänseende. Väckt förslag om inkorporering i sin helhet av socknarna Sturkö och Tjurkö i staden bifölls dock inte. Enligt samma beslut överfördes i ecklesiastikt, kommunalt, administrativt och judiciellt hänseende till Karlskrona stad de till Lösens socken hörande 1/2 mantal Gullberna n:r 1 och 1 1/2 mantal Gullbernatorp n:r 2—4 jämte utjorden Kungslyckan vilka utgjorde en del av Karlskrona stads jord, varför inbyggarna å dessa hemman lära hava kyrko- och mantalsskrivits än i Lösen, än i staden, men enligt beslutet blev med 1904 års ingång hemmanen jämte utjorden uteslutna ur jordeboken för Lösens socken. Enligt beslutet den 5 september 1902 överfördes också till Karlskrona stad från Förkärla landskommun i ecklesiastikt, kommunalt, administrativt och judiciellt hänseende lägenheten Västra Hästholmen eller Hästholmen nr 2.[1]
- 1906 - Enligt beslut den 3 november 1905 överfördes till Karlskrona stad från Nättraby landskommun i ecklesiastikt, kommunalt, administrativt och judiciellt hänseende lägenheten Ekholmen.[1]
- 1915 - Enligt beslut den 24 september 1914 överfördes till Karlskrona stad från Nättraby landskommun och församling hemmanet 1/2 mantal Saltö n:r 1, bestående av öarna Saltö, Dragsö, Degelskär och Högaholm.[2]
- 1934 - Enligt beslut den 31 mars 1933 överfördes till Karlskrona stad från Augerums landskommun, Augerums socken och Augerums församling området Långö (med det därinom belägna Långö municipalsamhälle), Kålö, Lilla Långö eller Lilla Pantarholmen, det öster om stadsdelen Vämön belägna Hästöområdet med Koholmen samt Enholmen, Kalsholmen och Kalsholmsören eller Kalsören omfattande en areal av 1,38 km², varav allt land, varvid befolkningen (2 772 invånare, varav 1 563 invånare i Långö municipalsamhälle) inom det överflyttade området till en del tillförts Stadsförsamlingen och till en del Amiralitetsförsamlingen.[3][4]
- 1952 - Enligt beslut den 30 mars 1951 överfördes till Karlskrona stad och Karlskrona stadsförsamling två områden: från Lösens landskommun och församling tillfördes ett område omfattande en areal av 2,84 km², varav 2,82 km² land och från Augerums landskommun och församling ett område omfattande en areal av 1,96 km², varav allt land. Av folkmängden inom det förstnämnda området överfördes 49 invånare till Karlskrona stadsförsamling och 8 invånare till Amiralitetsförsamlingen, samt från det sistnämnda området överfördes 343 invånare till Karlskrona stadsförsamling och 56 invånare till Amiralitetsförsamlingen.[5]
- 1952 - Genom kommunreformen 1952 inkorporerades Aspö landskommun (omfattande en areal av 8,04 km², varav 8,03 km² land; 752 invånare den 31 december 1950) och Tjurkö landskommun (6,19 km², varav 6,19 km² land; 298 invånare den 31 december 1950).[5]
- 1967 - Lyckeby landskommun bestående av församlingarna Augerum, Flymen och Lösen och omfattande en areal av 153,41 km², varav 146,55 km² land och med 6 391 invånare inkorporerades i Karlskrona stad.[6]

Karlskrona stad uppgick 1 januari 1971 i den nybildade Karlskrona kommun.

### Judiciell tillhörighet
Karlskrona stad hade egen jurisdiktion med rådhusrätt till 1971 då den uppgick i Karlskrona tingsrätt.

### Kyrklig tillhörighet
Karlskrona stadsförsamling utbröts ur 1680 ur Augerums församling med namnet Karlskrona storkyrkoförsamling. 1846 inkorporerades Karlskrona Tyska församling och församlingen fick dagens namn.  I Karlskrona stadsförsamling inräknas även den icke-territoriella församlingen Karlskrona Amiralitetsförsamling. Genom kommunreformen 1952 tillkom församlingarna Aspö och Tjurkö. Tjurkö församling införlivades 1964 i Karlskrona stadsförsamling.
I staden har även funnits församlingarna Karlskrona fångförsamling och Karlskrona mosaiska församling - en judisk församling med egen kyrkobokföring 

### Sockenkod
För registrerade fornfynd med mera så återfinns staden inom ett område definierat av sockenkod 1001 som motsvarar den omfattning staden hade kring 1950.

## Stadsvapnet
Blasonering: I blått fält ett med kunglig krona krönt ankare, överlagt med konung Karl XI:s spegelmonogram, allt av guld.
Vapnet fastställdes 1947. Vapnet registrerades 1974 i PRV för Karlskrona kommun. 

## Geografi
Karlskrona stad omfattade den 1 januari 1952 en areal av 30,15 km², varav 30,03 km² land.

### Tätorter i staden 1960
| Tätort        | Folkmängd |
| ------------- | --------- |
| Karlskrona    | 30 641    |
| Drottningskär | 300       |

Tätortsgraden i staden var den 1 november 1960 93,7 procent.

## Befolkningsutveckling
| Befolkningsutvecklingen i Karlskrona stad 1805–1970 | Befolkningsutvecklingen i Karlskrona stad 1805–1970 | Befolkningsutvecklingen i Karlskrona stad 1805–1970 | Befolkningsutvecklingen i Karlskrona stad 1805–1970 | Befolkningsutvecklingen i Karlskrona stad 1805–1970 |
| --- | --------------------------------------------------- | --------------------------------------------------- | --------------------------------------------------- | --------------------------------------------------- |
| |                                                     |                                                     |                                                     |                                                     |
| År |                                                     |                                                     | Folkmängd                                           |                                                     |
| 1805 | 1805                                                |                                                     | 10 553                                              |                                                     |
| 1810 | 1810                                                |                                                     | 10 639                                              |                                                     |
| 1820 | 1820                                                |                                                     | 11 573                                              |                                                     |
| 1830 | 1830                                                |                                                     | 11 680                                              |                                                     |
| 1840 | 1840                                                |                                                     | 12 456                                              |                                                     |
| 1850 | 1850                                                |                                                     | 14 097                                              |                                                     |
| 1860 | 1860                                                |                                                     | 15 300                                              |                                                     |
| 1870 | 1870                                                |                                                     | 16 558                                              |                                                     |
| 1880 | 1880                                                |                                                     | 18 300                                              |                                                     |
| 1890 | 1890                                                |                                                     | 20 613                                              |                                                     |
| 1900 | 1900                                                |                                                     | 23 955                                              |                                                     |
| 1910 | 1910                                                |                                                     | 27 434                                              |                                                     |
| 1920 | 1920                                                |                                                     | 27 056                                              |                                                     |
| 1930 | 1930                                                |                                                     | 25 491                                              |                                                     |
| 1935 | 1935                                                |                                                     | 28 447                                              |                                                     |
| 1940 | 1940                                                |                                                     | 29 604                                              |                                                     |
| 1945 | 1945                                                |                                                     | 31 505                                              |                                                     |
| 1950 | 1950                                                |                                                     | 32 735                                              |                                                     |
| 1955 | 1955                                                |                                                     | 33 514                                              |                                                     |
| 1960 | 1960                                                |                                                     | 33 010                                              |                                                     |
| 1965 | 1965                                                |                                                     | 31 339                                              |                                                     |
| 1970 | 1970                                                |                                                     | 36 433                                              |                                                     |
| Anm: För åren 1805-1945: befolkning enligt folkräkning 31 december enligt den administrativa indelningen den 1 januari följande år. 1950 avser befolkning enligt folkräkning den 31 december enligt den administrativa indelningen den 1 januari 1952. 1955 avser den kyrkobokförda befolkningen den 31 december enligt den administrativa indelningen den 1 januari följande år. 1960 & 1965 avser befolkning enligt folkräkning den 1 november enligt den administrativa indelningen den 1 januari följande år. 1970 avser befolkningen den 1 november 1970 i det område som staden omfattade när den blev del av Karlskrona kommun 1 januari 1971. |                                                     |                                                     |                                                     |                                                     |

## Politik

### Lista över stadsfullmäktiges ordförande
| Namn | Namn                 | Från | Till | Politisk tillhörighet |
| ---- | -------------------- | ---- | ---- | --------------------- |
|      | C. V. von Heidenstam | 1863 | 1875 | okänd                 |
|      | Carl Gillius Frick   | 1876 | 1888 | okänd                 |
|      | Fredrik von Otter    | 1889 | 1900 | okänd                 |
|      | A. F. Centervall     | 1901 | 1901 | okänd                 |
|      | Henrik Berggren      | 1902 | 1905 | okänd                 |
|      | Axel Ernberg         | 1906 | 1915 | okänd                 |
|      | N. P. Nordström      | 1916 | 1919 | okänd                 |
|      | R. Lundmark          | 1920 | 1921 | okänd                 |
|      | Algot Collén         | 1922 | 1934 | Högerpartiet          |
|      | Algot Törnkvist      | 1935 | 1949 | Socialdemokraterna    |
|      | O. W. Andersson      | 1950 | 1962 | Socialdemokraterna    |
|      | Gunnar Berg          | 1963 | 1963 | Socialdemokraterna    |
|      | Göte Peterson        | 1964 | 1966 | Socialdemokraterna    |
|      | Yngve Berggren       | 1967 | 1970 | Folkpartiet           |

### Lista över drätselkammarens ordförande
| Namn | Namn                | Från | Till | Politisk tillhörighet |
| ---- | ------------------- | ---- | ---- | --------------------- |
|      | T. D. Westerdahl    | 1865 | 1867 | okänd                 |
|      | A. Östergren        | 1867 | 1869 | okänd                 |
|      | C. Åhsberg          | 1869 | 1869 | okänd                 |
|      | A. Östergren        | 1870 | 1871 | okänd                 |
|      | C. A. Nerman        | 1871 | 1879 | okänd                 |
|      | Th. Nyström         | 1880 | 1881 | okänd                 |
|      | C. A. Nerman        | 1881 | 1885 | okänd                 |
|      | F. Thorssell        | 1886 | 1887 | okänd                 |
|      | Fr. Apelqvist       | 1888 | 1888 | okänd                 |
|      | A. K. Gasslander    | 1888 | 1890 | okänd                 |
|      | F. Thorssell        | 1890 | 1892 | okänd                 |
|      | Henrik Berggren     | 1892 | 1899 | okänd                 |
|      | A. F. Centervall    | 1900 | 1900 | okänd                 |
|      | N. P. Nordström     | 1901 | 1916 | okänd                 |
|      | H. Skantze          | 1917 | 1919 | okänd                 |
|      | Emil Lundgren       | 1919 | 1920 | okänd                 |
|      | Sixten H:son Sparre | 1920 | 1935 | Högerpartiet          |
|      | Fredrik von Otter   | 1936 | 1939 | Högerpartiet          |
|      | Anton Andersson     | 1940 | 1951 | Socialdemokraterna    |
|      | Eric Gustavsson     | 1952 | 1952 | okänd                 |
|      | Sven Saur           | 1953 | 1955 | Socialdemokraterna    |
|      | Sven Persson        | 1956 | 1963 | Folkpartiet           |
|      | Gunnar Berg         | 1964 | 1965 | Socialdemokraterna    |
|      | Gunnar Boström      | 1965 | 1970 | Socialdemokraterna    |

### Mandatfördelning i valen 1919–1966
| 16 | 12 | 14 |

| 38 |

| 17 | 9 | 16 |

| 38 |

| 18 | 5 | 19 |

| 39 |

| 18 | 5 | 19 |

| 41 |

| 17 | 6 | 19 |

| 41 |

| 21 | 6 | 12 | 3 |

| 41 |

| 23 | 6 | 13 |

| 40 |

| 23 | 8 | 11 |

| 38 |

| 4 | 19 | 13 | 6 |

| 37 |

| 21 | 17 | 4 |

| 36 | 6 |

| 20 | 17 | 5 |

| 38 |

| 21 | 12 | 9 |

| 36 | 6 |

| 22 | 14 | 6 |

| 38 |

| 3 | 21 | 4 | 15 | 7 |

| 46 |